# Seregno Calcio Brianza 1913 1979-1980
Questa voce raccoglie le informazioni riguardanti il Seregno Calcio Brianza 1913 nelle competizioni ufficiali della stagione 1979-1980.

## Rosa
| N. |                   | Ruolo | Calciatore          |
| -- | ----------------- | ----- | ------------------- |
|    | Italia (bandiera) | D     | Salvatore Aloise    |
|    | Italia (bandiera) | C     | Roberto Bosco       |
|    | Italia (bandiera) | D     | Giulio Citterio     |
|    | Italia (bandiera) | A     | Franco Corti        |
|    | Italia (bandiera) | C     | Moreno Cova         |
|    | Italia (bandiera) | D     | Giovanni Galimberti |
|    | Italia (bandiera) |       | Gamba               |
|    | Italia (bandiera) |       | Gasparini           |
|    | Italia (bandiera) | D     | Roberto Giussani    |
|    | Italia (bandiera) | D     | Pietro Grassi       |
|    | Italia (bandiera) | P     | Vincenzo Grasso     |
|    | Italia (bandiera) | C     | Pierluigi Lambrugo  |
|    | Italia (bandiera) | P     | Giuseppe Lorenzotti |

| N. |                   | Ruolo | Calciatore          |
| -- | ----------------- | ----- | ------------------- |
|    | Italia (bandiera) | D     | Corrado Lorini      |
|    | Italia (bandiera) | D     | Enrico Magliofiore  |
|    | Italia (bandiera) | D     | Luigi Maldera (I)   |
|    | Italia (bandiera) | C     | Antonello Mari      |
|    | Italia (bandiera) | A     | Omar Nobili         |
|    | Italia (bandiera) | A     | Maurizio Resseghini |
|    | Italia (bandiera) | A     | Paolo Rusca         |
|    | Italia (bandiera) | P     | Marco Sedini        |
|    | Italia (bandiera) | C     | Alberto Sironi      |
|    | Italia (bandiera) | A     | Guglielmo Ubertazzi |
|    | Italia (bandiera) | C     | Maurizio Valtorta   |
|    | Italia (bandiera) | C     | Marco Viganò        |